# Laminatsegel

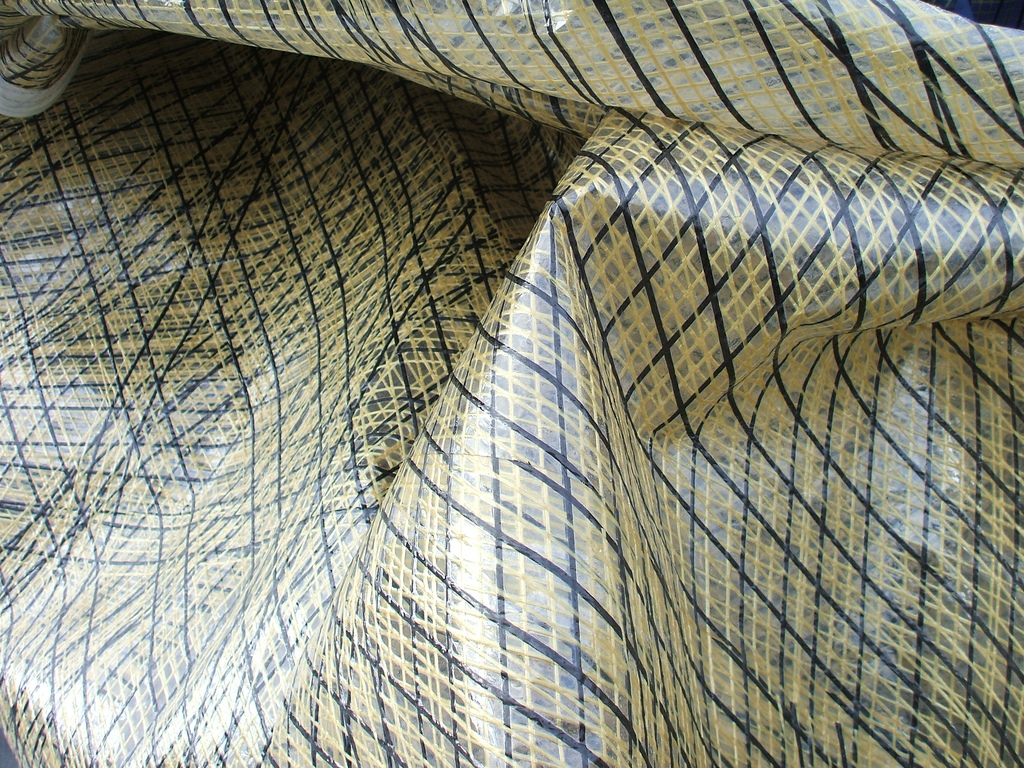
Laminatsegel mit Lastfäden aus Kohlenstoff- und Aramid-Fasern

Laminatsegel, auch als Sandwichsegel bezeichnet, sind Segel für Regatta- und Fahrtenyachten, die aus einem speziellen Materialverbund – einem Laminat – gefertigt sind. Sie verdanken ihre Entstehung der Erfindung von Mylar, einer Folie aus Polyethylenterephthalat (PET). 
Das Laminat ist ein Schichtverbundwerkstoff, der aus drei Lagen hergestellt wird. Die Kernschicht besteht aus einem hochfesten Gewebe von Kohlenstoff- oder Aramid-Fasern, auch als Carbon (englisch „Kohlenstoff“) und Kevlar (Markenname für Aramidfasern) bezeichnet. Sie gibt dem Material bei geringem Gewicht eine hohe Festigkeit und Formbeständigkeit. Die beiden Außenschichten bestehen aus Mylar- oder Taffettafolien. Taffetta ist ein dünnes, robustes Polyestergewebe. Bei der Laminierung werden die drei Schichten unter einem Druck von 4 bis 6 bar miteinander verklebt. Kombinationen aus Mylar + Kernschicht + Taffetta sind ebenfalls üblich.

## Membransegel
Eine Sonderform beziehungsweise Weiterentwicklung von Laminatsegeln sind Membransegel. Diese bis vor wenigen Jahren ausschließlich im Regattasport verwendeten Segel werden aufgrund gesunkener Herstellungskosten inzwischen auch auf Fahrtenyachten eingesetzt. Im Gegensatz zum Laminatsegel, bei dem die Kernschicht aus einem gleichförmigen Gewebe besteht, werden beim Membransegel die hochfesten Fasern lastorientiert ausgerichtet, entsprechend dem Einsatzzweck und der Belastungsart. Die Stärke und Richtung der zu erwartenden Kräfte werden zuvor softwareunterstützt berechnet, die Schnitte computergesteuert auf den Mylar- oder Taffettafolien positioniert. Von manchen Herstellern werden Membransegel in einem einzigen Stück gefertigt. 
Membransegel werden unter den Markennamen Fiberlay, 3DL, D4, Millenium, Fusion-M, Genesis und Ultra angeboten.

## Vor- und Nachteile
Verglichen mit gewebten Segeln aus PET (Dacron) oder anderen Polyesterfasern sind die Vorteile von Laminatsegeln das geringere Gewicht und eine sehr große Formbeständigkeit. Nachteile sind eine meist kürzere Lebensdauer und größere Empfindlichkeit gegen Knicken und mechanische Beschädigung.